# Ngermalk
Ngermalk ist eine Insel im Inselstaat Palau im Pazifischen Ozean.

## Geographie
Die Insel gehört zur Inselgruppe der Ulebsechel-Inseln im Gebiet der Rock Islands. Die Insel liegt unmittelbar südlich von Koror und ist nur durch die Ngerikuul Bay von jener getrennt. Nach Süden schließt sich die lang gezogene Insel Ulebsechel an, die nur durch den schmalen Ongelunge Channel getrennt ist. Die Küstenlinie ist durch Mangrovenbestand und die zerklüftete Struktur der ehemaligen Riffkrone geprägt. Die Insel ist dicht bewaldet und gehört zum größten Teil zum Ngaremeduu Bay Conservation Area. Der Norden ist allerdings durch die Malakal Causeway and Bridge mit den Inseln Ngemelachel im Westen und Koror im Norden verbunden. In diesem Bereich gibt es einige Bauwerke und wohl auch Wohngebäude. Der unmittelbar an die Straße angrenzenden Bereich im Norden ist als Long Island Park ausgebaut. Ansonsten ist die Insel nicht dauerhaft bewohnt.